# Legumina

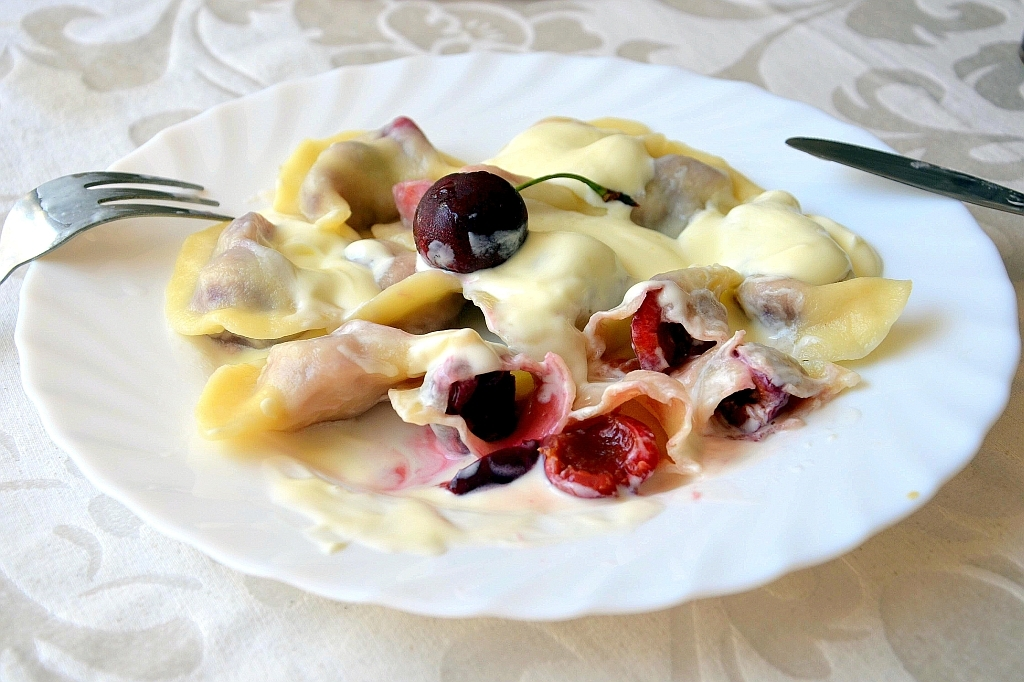
Pierogi z wiśniami

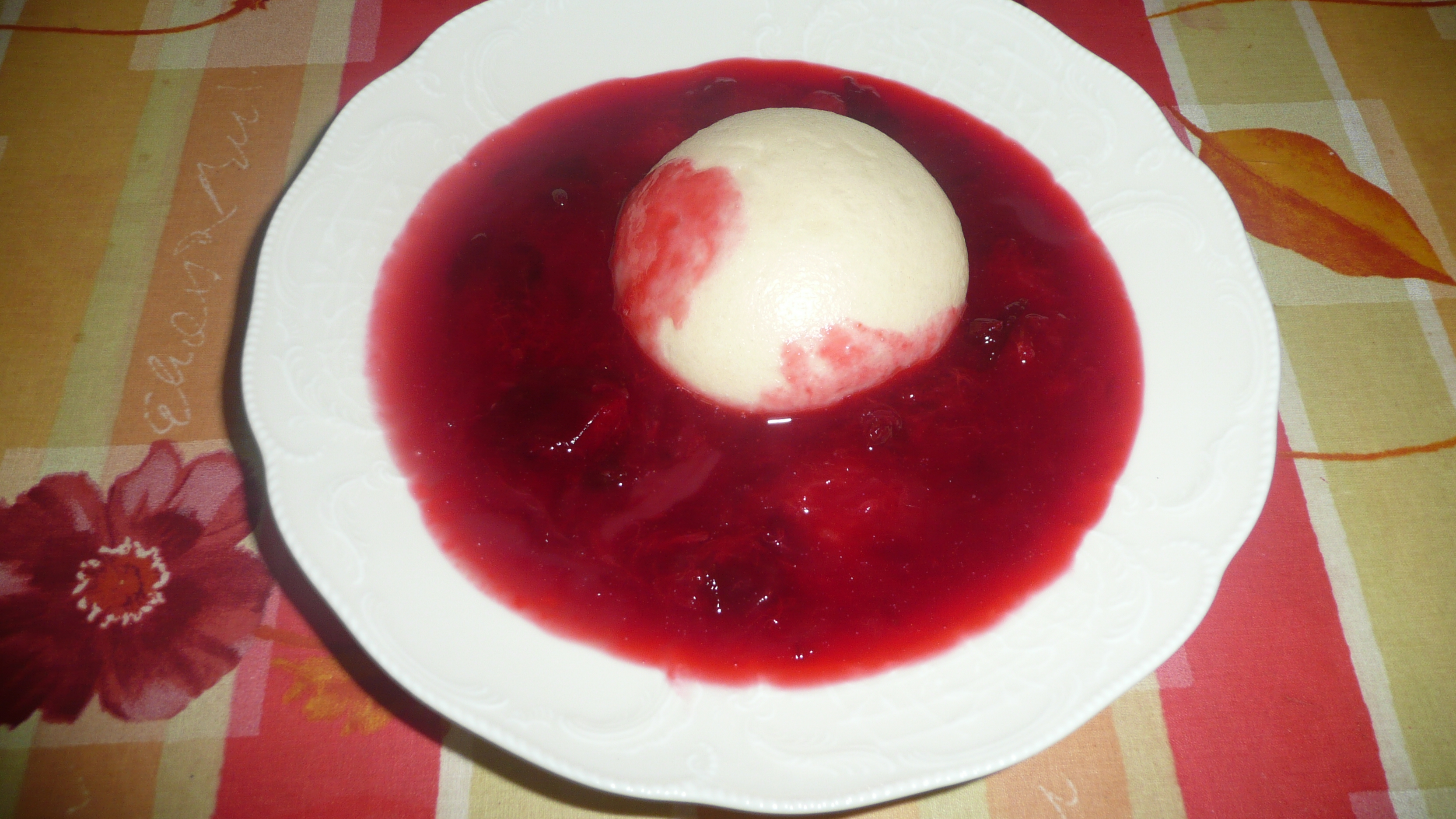
Zupa śliwkowa podana z pyzą drożdżową

Legumina – nazwa popularnych deserów. Zaliczają się do nich słodkie potrawy, zazwyczaj mączne lub jajeczne, podawane po zasadniczym posiłku. Jeszcze przed II wojną światową leguminy podawano w Polsce faktycznie wyłącznie na deser, jednak w trudnym ekonomicznie okresie Polskiej Rzeczypospolitej Ludowej część z tych potraw stała się daniami obiadowymi.
W kuchni polskiej do legumin zalicza się następujące, przyrządzone na słodko potrawy: budynie, suflety, omlety, naleśniki, racuchy, pierogi (z twarogiem i owocami), makaron pszenny lub kluski (np. makaron z twarogiem, knedle z owocami, pierogi leniwe, pampuchy), ryż (ze śmietaną i owocami, np. jabłkami, gotowany na mleku), musy, galaretki, kisiele mleczne (tzw. budynie), legumina z zupy „nic”, a nawet zupy owocowe (podane z makaronem, grzankami lub groszkiem ptysiowym).
Słowo legumina pochodzi z łaciny (l.poj. legumen, l.mn. legumina) i początkowo, podobnie jak w oryginale, używane było w znaczeniu „jarzyny”. Oznaczało ono też artykuły spożywcze takie jak mąka, kasza, groch. Z czasem nazwa ta stała się określeniem słodkiej potrawy mącznej.